# بيلي وارد
بيلي وارد (بالإنجليزية: Billy Ward)‏ (16 يوليو 1993 – 4 أغسطس 2013) هو ملاكم أسترالي راحل، مثّل بلاده في الألعاب الأولمبية الصيفية 2012.

## روابط خارجية
بيلي وارد على موقع أوليمبيديا (الإنجليزية)
- بيلي وارد على موقع اللجنة الأولمبية الأسترالية (الإنجليزية)